# Antártica Chilena (tỉnh)

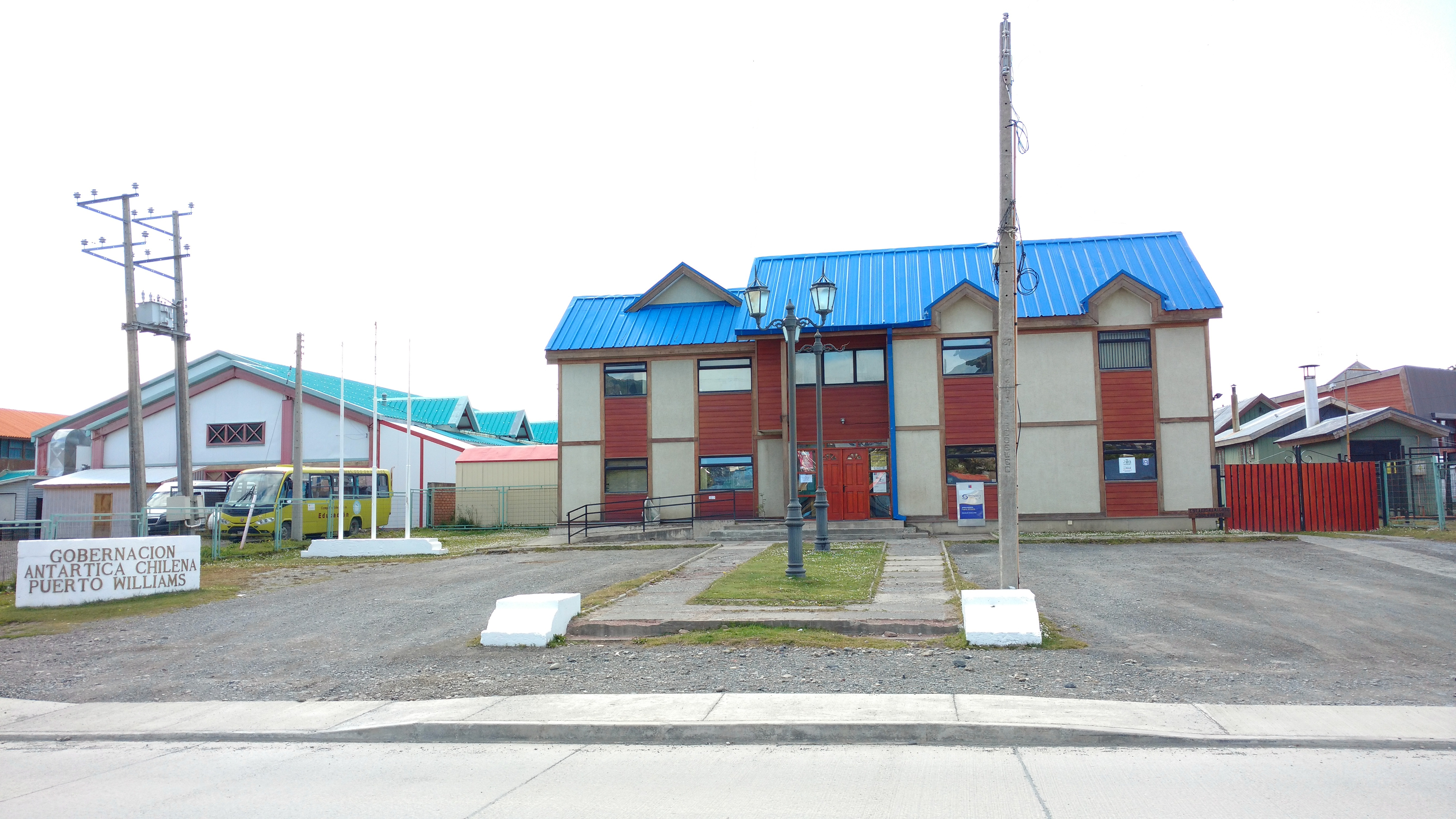
Tòa thống đốc tỉnh Antártica Chilena tại Puerto Williams.

Tỉnh Antártica Chilena (tiếng Tây Ban Nha: Provincia Antártica Chilena) là tỉnh cực nam trong số bốn tỉnh của vùng Magallanes và Antártica Chilena (XII) của Chile. Thủ phủ là Puerto Williams. Tỉnh bao gồm phần phía nam của Isla Grande de Tierra del Fuego (phía nam của Cordillera Darwin), các đảo ở phía nam và phía tây của Isla Grande (quần đảo Diego Ramírez), và lãnh thổ Chile yêu sách tại châu Nam Cực.  Tỉnh được phân chia hành chính thành hai xã (comunas):  Cabo de Hornos nằm tại mũi cực nam của Nam Mỹ, và Antártica là một yêu sách lãnh thổ hình nêm tại châu Nam Cực. Tổng diện tích bao gồm lãnh thổ yêu sách là 1.265.853,7 km2 (488.749 dặm vuông Anh) khiến tỉnh này lớn gần gấp đôi so với tất cả các tỉnh khác của Chile cộng lại.

## Xã
1. Xã Cabo de Hornos (cho đến năm 2001 được gọi là Navarino, thủ phủ Puerto Williams), diện tích 14.146 km2, dân số theo điều tra năm 2002: 2.262, trong đó có 1.952 người ở thủ phủ.[4] Là một xã, Cabo de Hornos là đơn vị hành chính cấp ba của Chile được quản lý bởi một hội đồng khu tự quản, đứng đầu là một "alcalde" được bầu trực tiếp bốn năm một lần.
2. Xã Antártica, diện tích 1.250.000 km2, dân số theo điều tra năm 2002: 130. Toàn bộ lãnh thổ này không được quốc tế công nhận.

Hội đồng Cape Hornos quản lý cả châu Nam Cực và Cape de Hornos từ Cape de Hornos, khiến nó trở thành hội đồng duy nhất của Chile hiện quản lý nhiều hơn một xã.

## Nhân khẩu
Theo điều tra dân số năm 2002 của Viện Thống kê Quốc gia (INE), tỉnh có dân số 2.392 người (1.518 nam và 874 nữ), với mật độ dân số là 0,0019/km2. Trong số này, 1.952 (81,6%) sống ở đô thị và 440 (18,4%) sống ở nông thôn. Đây là tỉnh lớn nhất ở Chile, nhưng nó cũng là tỉnh ít dân cư nhất và thưa thớt nhất trong cả nước. Giữa các cuộc điều tra dân số năm 1992 và 2002, dân số tăng 23% (447 người).

## Công nhận lãnh thổ

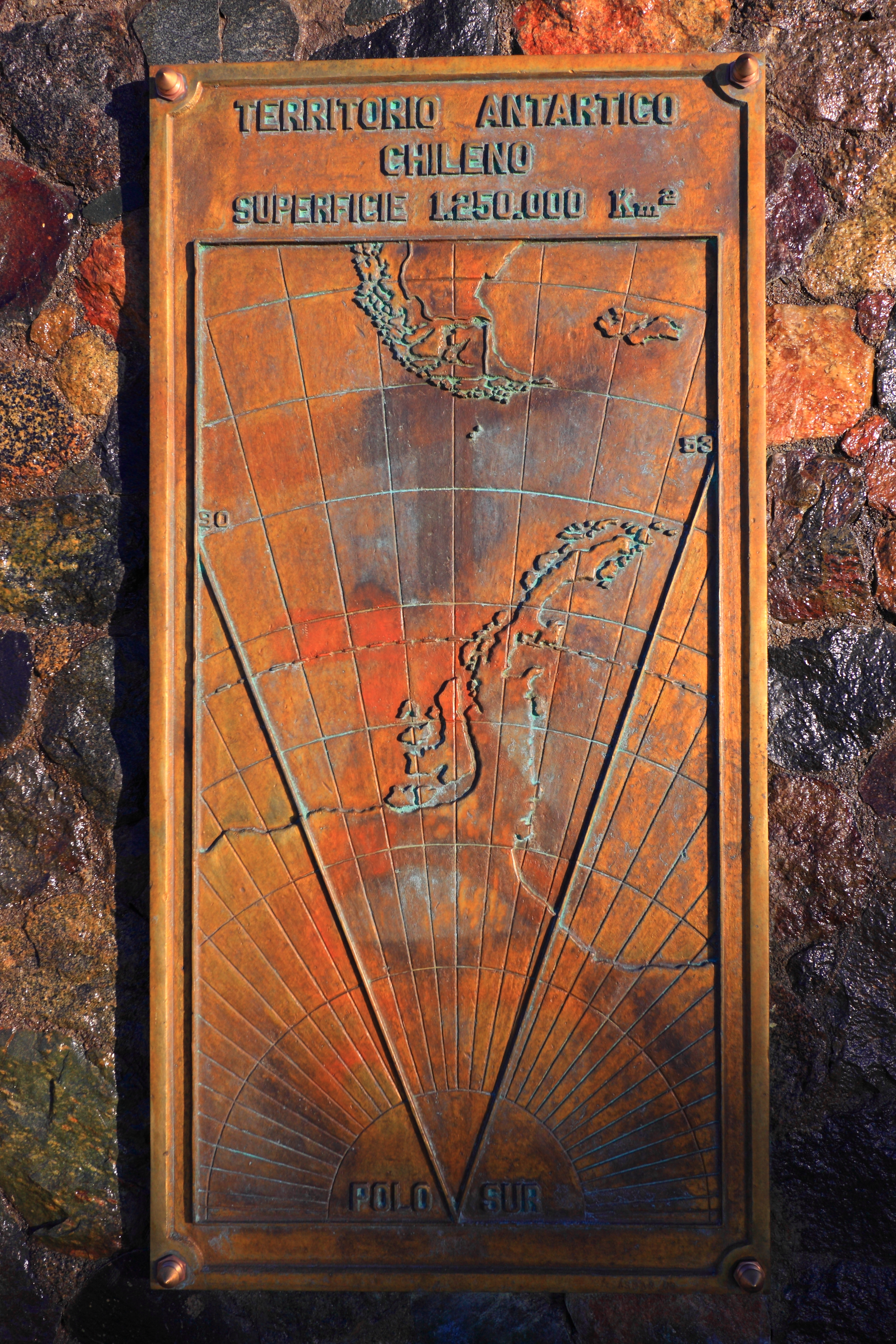
Yêu sách châu Nam Cực của Chile, được thấy trên một tượng đài ở Punta Arenas

Phần lãnh thổ của tỉnh tại Nam Mỹ được quốc tế công nhận là một phần của Chile; tuy nhiên, xã Antártic bao gồm hầu hết diện tích của tỉnh thì đang bị tranh chấp. Nó tạo thành yêu sách của Chile đối với châu Nam Cực, trải dài về phía nam của vĩ tuyến 60 đến Nam Cực.
Xã Antártica thực tế không có người ở ngoại trừ các trạm nghiên cứu của nhiều quốc gia khác nhau, mặc dù Chile vẫn duy trì quần thể dân sự thường trú tại Villa Las Estrellas (gần trạm Frei Montalva), bao gồm cả phụ nữ và trẻ em, một trường học nhỏ và thậm chí cả một ngân hàng, để hỗ trợ yêu sách lãnh thổ của mình trong khu vực. Dân số chính thức của khu vực theo điều tra dân số năm 2002 là 130 (115 nam, 15 nữ). Con số này không bao gồm nhân viên của các căn cứ không phải người Chile trong khu vực.

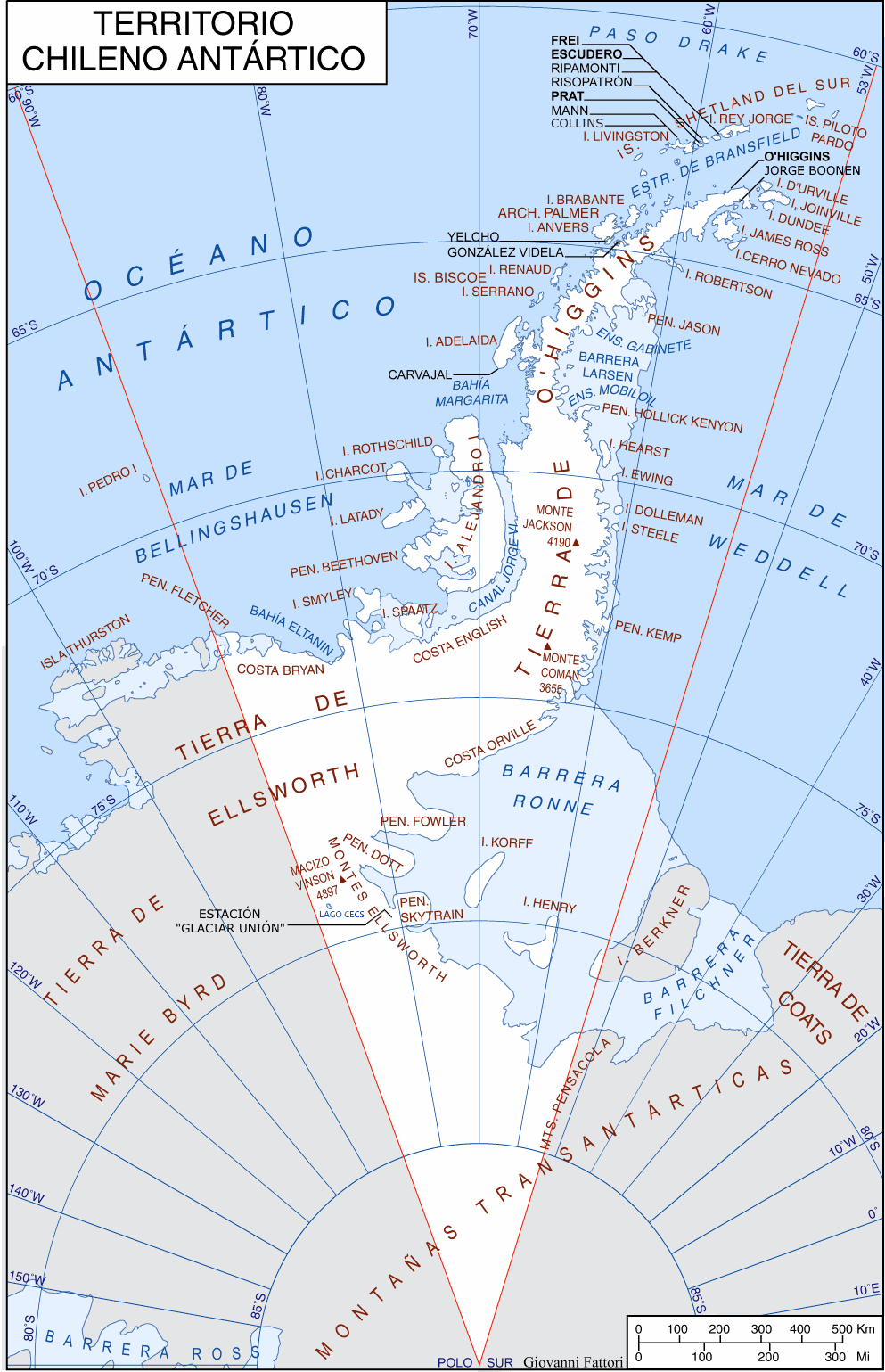
Bản đồ Lãnh thổ châu Nam Cực thuộc Chile bằng tiếng Tây Ban Nha, tên gọi của Chile. Nó cho thấy các trạm nghiên cứu của Chile

Theo lập luận của Chile, yêu sách của họ đối với Antártica Chilena cũng lâu đời như chính Chile. Đường Tordesillas đã thiết lập sự phân chia phía tây/đông các lãnh thổ thuộc địa giữa Bồ Đào Nha và Tây Ban Nha. Trong lần tổ chức đầu tiên của các lãnh thổ mới bị chinh phục, Quốc vương Tây Ban Nha Carlos V giao cho Pedro Sancho de la Hoz quyền kiểm soát Terra Australis, bao gồm phần phía nam của Nam Mỹ, quần đảo Tierra del Fuego và toàn bộ lãnh thổ chưa được khám phá ở phương nam (Terra Australis Ignota). "Gobernación" này cuối cùng đã hợp nhất với các lãnh thổ khác trong phủ đô đốc của Vương quốc Chile.

## Lịch sử
Việc định cư ban đầu của người tiền sử được biết là đã diễn ra trên địa bàn, từ quá trình phục hồi khảo cổ học. Người Yaghan thành lập nhiều khu định cư trên các đảo của tỉnh ngày nay; ví dụ, có một địa điểm khảo cổ Yaghan sơ kỳ có tính quan trọng tại vịnh Wulaia, được C. Michael Hogan gọi là "các bãi thải hình nón Bahia Wulaia".
Puerto Williams và Porvenir được thành lập vào cuối thế kỷ 19, chủ yếu bởi những người nhập cư Tây Âu (đặc biệt là từ Quần đảo Anh, Scandinavia và Nam Tư cũ) và những nhà hàng hải trên tàu du hành và thuyền đánh cá. Chính phủ Chile chuyển những người định cư Chile từ miền trung của đất nước vào thế kỷ 20 để tăng dân số thưa thớt của tỉnh.